# Vers l'avenir
Ne doit pas être confondu avec L'Avenir (Belgique).
Vers l'avenir (néerlandais: Naar Wijd en Zijd) est une chanson patriotique belge qui fut aussi l'hymne national du Congo belge. Créée en 1905, la chanson fut un temps utilisée comme chant patriotique par le mouvement rexiste. 
Les paroles de la chanson ont été écrites par Gentil Theodoor Antheunis (1840-1907). La musique est de François-Auguste Gevaert (1828 - 1908),.

## Paroles
Le siècle marche et pose ses jalons

Nous marquant une étape nouvelle;

Nous le suivons, et nous nous rappelons,

Nos aïeux et leur gloire immortelle.

Si ton sol est petit, dans un monde nouveau,

L’avenir qui t’appelle a planté ton drapeau:

Marche joyeux, peuple énergique,

Vers des destins dignes de toi;

Dieu protège la libre Belgique

Et son Roi !

Ta longue paix, autant que longs combats

Au travail exerçait ta vaillance;

Et tes progrès disaient à chaque pas

Ton génie et ta fière endurance.

Si ta force déborde et franchit ses niveaux,

Verse-la, comme un fleuve, en des mondes nouveaux :

Marche hardi, peuple énergique,

Vers des destins dignes de toi;

Dieu protège la libre Belgique

Et son Roi !

O terre sainte, ô terre des aïeux

Leurs sueurs et leur sang l’ont pétrie;

Et loin ou près, sauront tes fils pieux,

Honorer, élargir la Patrie.

Si des frères s’en vont, il en est par milliers

Qui, fidèles gardiens, défendront tes foyers :

Va sans faiblir, peuple énergique,

Vers des destins dignes de toi;

Dieu saura protéger la Belgique

Et son Roi !

## Version néerlandaise
Le chant s'appelle Naar wijd en zijd en néerlandais.
De tijd spoedt heen en bakent reeds de laan
Waar ook nieuwere tijden ons wenken
Wij volgen fier en zullen langs de baan
Onze roemrijke vaderen gedenken
Is uw bodem hier klein
Ginds toch wacht u een strand
Als een wereld zo groot
Waar uw vlag staat geplant
Refrain
Immer vooruit dappere telgen
Moedig en vrij vast hand in hand
God omsluite in zijn zegen der Belgen
Vorst en land
Uw lange vree zowel als kamp en strijd
Heeft uw vuisten gehard bij het werken
En wat gij schiep en bouwde wijd en zijd
Draagt uw eerlijke namen , uw merken
Zwelt uw ader te nauw
Voor het bruisende bloed
Laat het stromen alom
Als een vruchtbare vloed
Refrain
O heil'ge grond der vaadren erve en bouw
Door hun zweet en hun bloed ons verkregen
Of verre of na hen zullen hou en trouw
Hunne zonen bewaren in zegen
Wijken kinderen uit hier toch waardig geschaard
Zijn er duizenden steeds en beschermen den haard
Refrain